# Survive the Night
Survive the Night è un film del 2020 diretto da Matt Eskandari, con Bruce Willis, Chad Michael Murray e Shea Buckner.

## Trama
Due ladri, i fratelli Jamie e Matthias Granger, mettono a segno una sanguinosa rapina e aspirano a fuggire in Messico con l’obiettivo di far perdere le proprie tracce e godersi il bottino. Durante una sosta in una stazione di servizio, però, qualcosa va storto e si verifica un imprevisto scontro a fuoco, nel quale perdono la vita due innocenti, mentre Matthias rimane gravemente ferito ad una gamba. Impossibilitati a recarsi in ospedale, i due decidono di seguire un medico fino a casa sua, nel tentativo di ottenere le cure necessarie.
Lo sfortunato dottore è Rich Clark, il quale ha visto da poco crollare la propria carriera in seguito alla morte di un suo paziente. Ritiratosi in cerca di pace nella sua cittadina natale insieme alla moglie e alla figlia adolescente, egli soggiorna ultimamente nella casa dei suoi genitori. È proprio in questa che si intrufoleranno i due criminali, prendendo in ostaggio i presenti. Mentre Rich tenterà di temporeggiare con loro, cercando di curare la ferita di Matthias, suo padre Frank, arcigno sceriffo in pensione, farà di tutto per salvare la sua famiglia e per far giustizia, difendendola con le unghie e con i denti dai due malcapitati fratelli in fuga.

## Promozione
Il trailer è stato pubblicato il 26 marzo 2020.

## Distribuzione
La pellicola è stata distribuita on demand negli Stati Uniti a partire dal 22 maggio 2020.